# Роман страве
Роман страве или роман страве и ужаса је врста романа у коме се изазива осјећање страха или ужаса радњом пуном тајанствених обрта, натприродних личности, убистава и убилачких средстава. Структура романа страве се реализује у грађењу напетости код читаоца гомилањем застрашујућих чинилаца и изненадним промјенама ситуација. Роман страве се развијао у Енглеској у 18. вијеку у облику тзв. готског романа у дјелима Хораса Волпола (Отрантски замак, 1765) који се сматра и зачетником овог стила; Ен Редклиф (Удолфове тајне, 1794). У 19. вијеку напознатији романи страве су Франкенштајн Мери Шели (1818) и Дракула Брема Стокера (1897). У књижевности 20. вијека се губи интерес за ову врсту литературе која је у својој суштини била производ аматерског интересовања за средњи вијек, а њена публика се приклања новом криминалном или научно-фантастичном роману.